# Roberto Oltramari
Roberto Oltramari (Sustinente, 9 novembre 1939 – Bergamo, 11 gennaio 2025) è stato un calciatore italiano, di ruolo attaccante.

## Biografia
Cresce nella squadra del suo paese, Sustinente in provincia di Mantova. Acquistato dalla SPAL dell'allora presidente Paolo Mazza nel 1957, prima di esordire in Serie A, nella primavera del 1958 partecipò alla spedizione azzurra degli allora campionati europei Under-19 giocati in Lussemburgo, che l'Italia vinse in finale contro l'Inghilterra per 1-0, proprio grazie al gol di Oltramari, laureandosi campione d'Europa.
L'esordio con la SPAL in Serie A avvenne l'11 novembre 1958, due giorni dopo che Oltramari aveva compiuto 19 anni, con una vittoria esterna per 2-1 dei biancazzurri sull'Udinese. Segna il suo primo gol in Serie A il 26 aprile 1959 nella vittoria esterna contro la Fiorentina. In seguito passa in prestito al Mantova, in Serie B.
Dopo un campionato nella serie cadetta con la squadra della sua città, Oltramari tornò a Ferrara trovando spazio per una sola partita. A quel punto venne ceduto definitivamente, stavolta in Serie C, al Rimini. In Romagna disputò un campionato e salì di categoria andando, nel 1963 al Foggia & Incedit di Oronzo Pugliese. In Puglia rimase per sei stagioni, riuscendo a tornare in Serie A. Con il Foggia contribuì a conquistare, nel 1965, uno storico nono posto in Serie A.
Finita la militanza rossonera, venne ceduto al Modena nel 1968. Si rifece successivamente con la Del Duca Ascoli di Carlo Mazzone in Serie C e concluse con il calcio professionistico nel 1973.